# Collar de lliurea

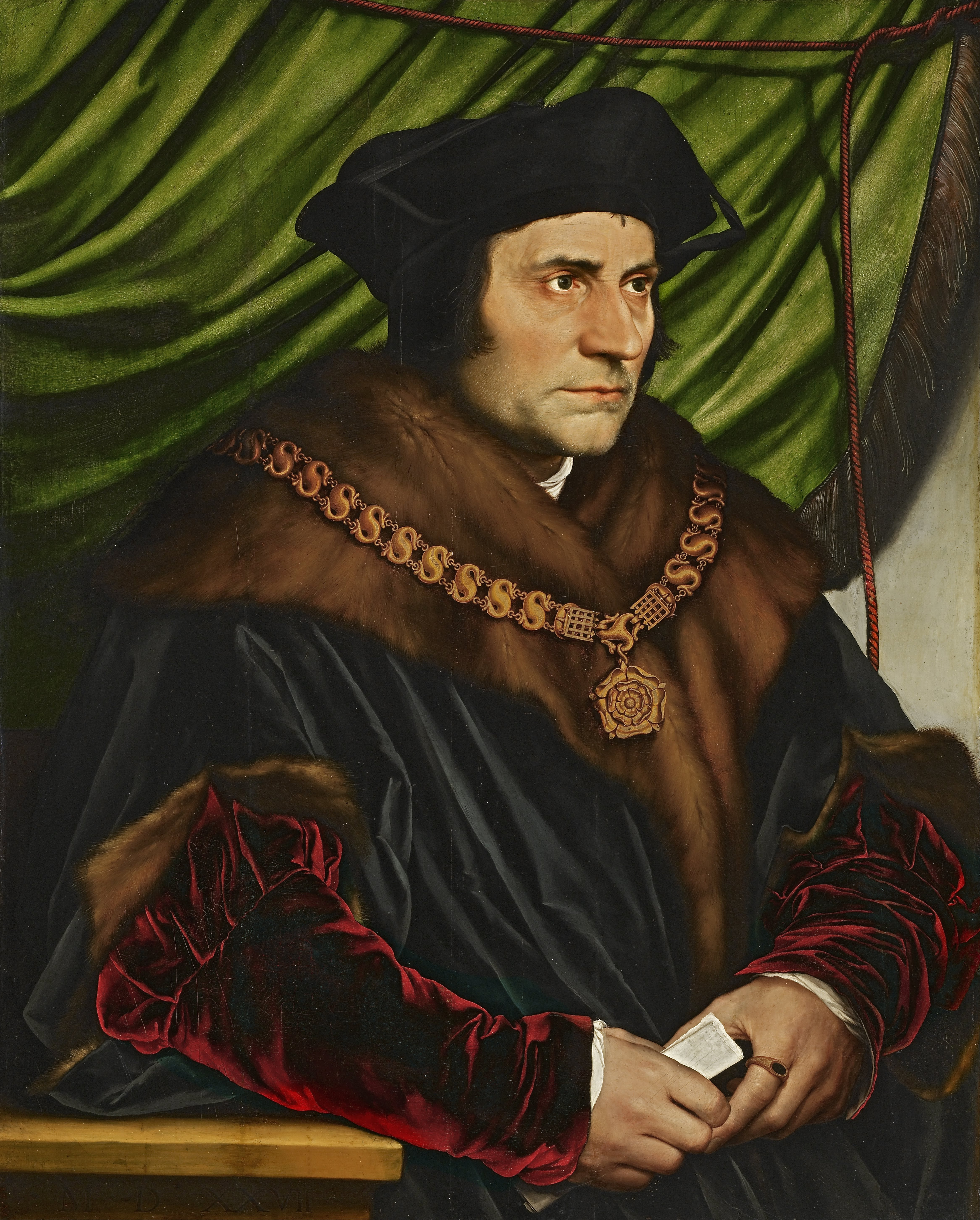
Retrat de Thomas More portant el “collar de les esses”.

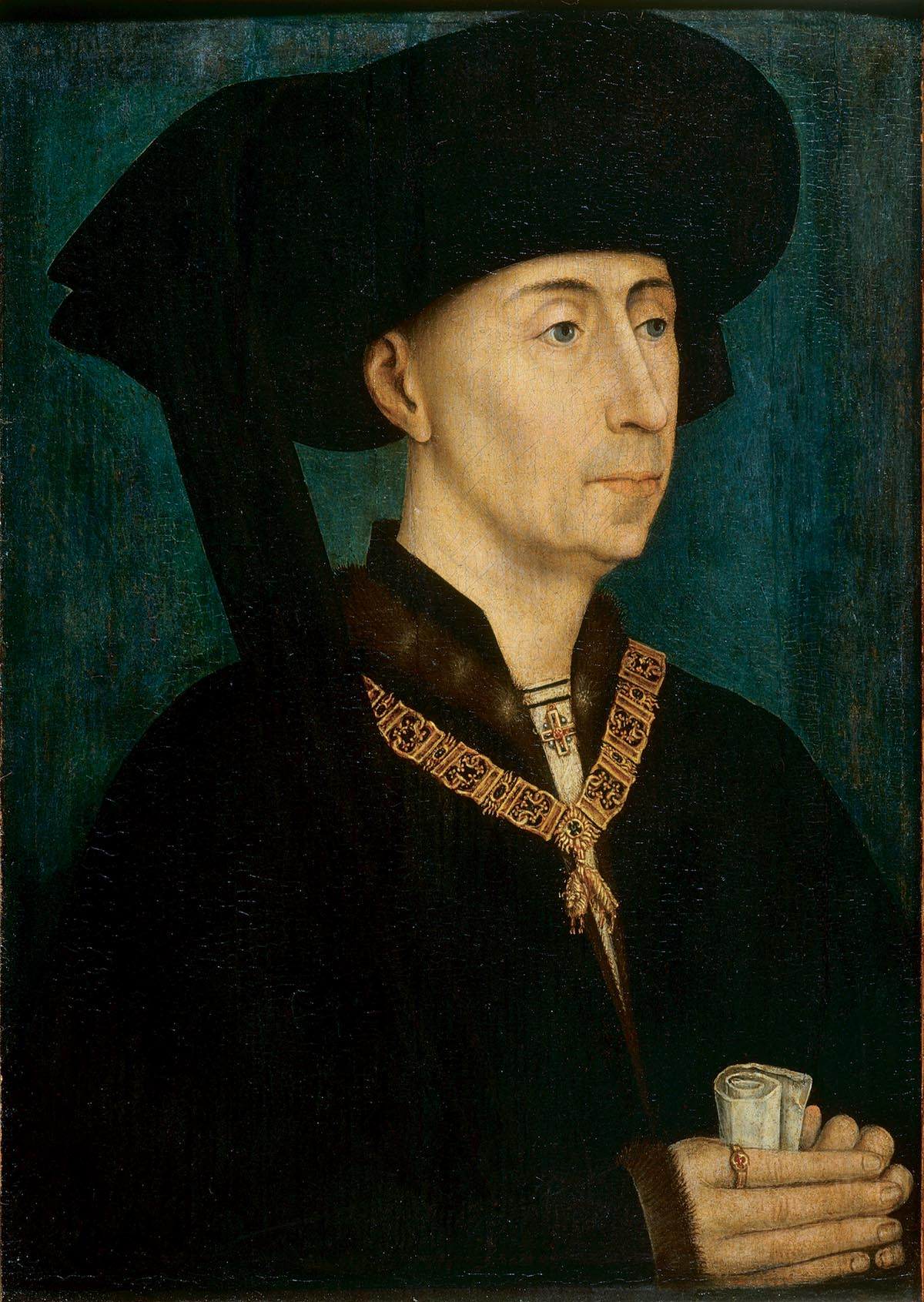
El duc de Borgonya Felip el Bo amb el collar del Toisó d'or.

Collar del Suprem Orde de Crist.

Un collar de lliurea és un collar honorífic que forma part d'una lliurea. Normalment adopta la forma d'una cadena relativament gruixuda feta d'un aliatge noble, generalment d'or.
Un dels collars de lliurea més antics i coneguts és el “Collar of Esses”, "Collar de les esses" en català, en ús a Anglaterra des del segle xiv.

## Collars de diverses ordes

### Orde de Sant Jordi d'Alfama
1201.

### Suprem Orde de Crist
- 1319. Santa Seu[8][9]

### Orde de l'Espasa
- 1347. Orde de l'Espasa de Xipre.[10][11][12]

### Orde del Toisó d'Or[13]

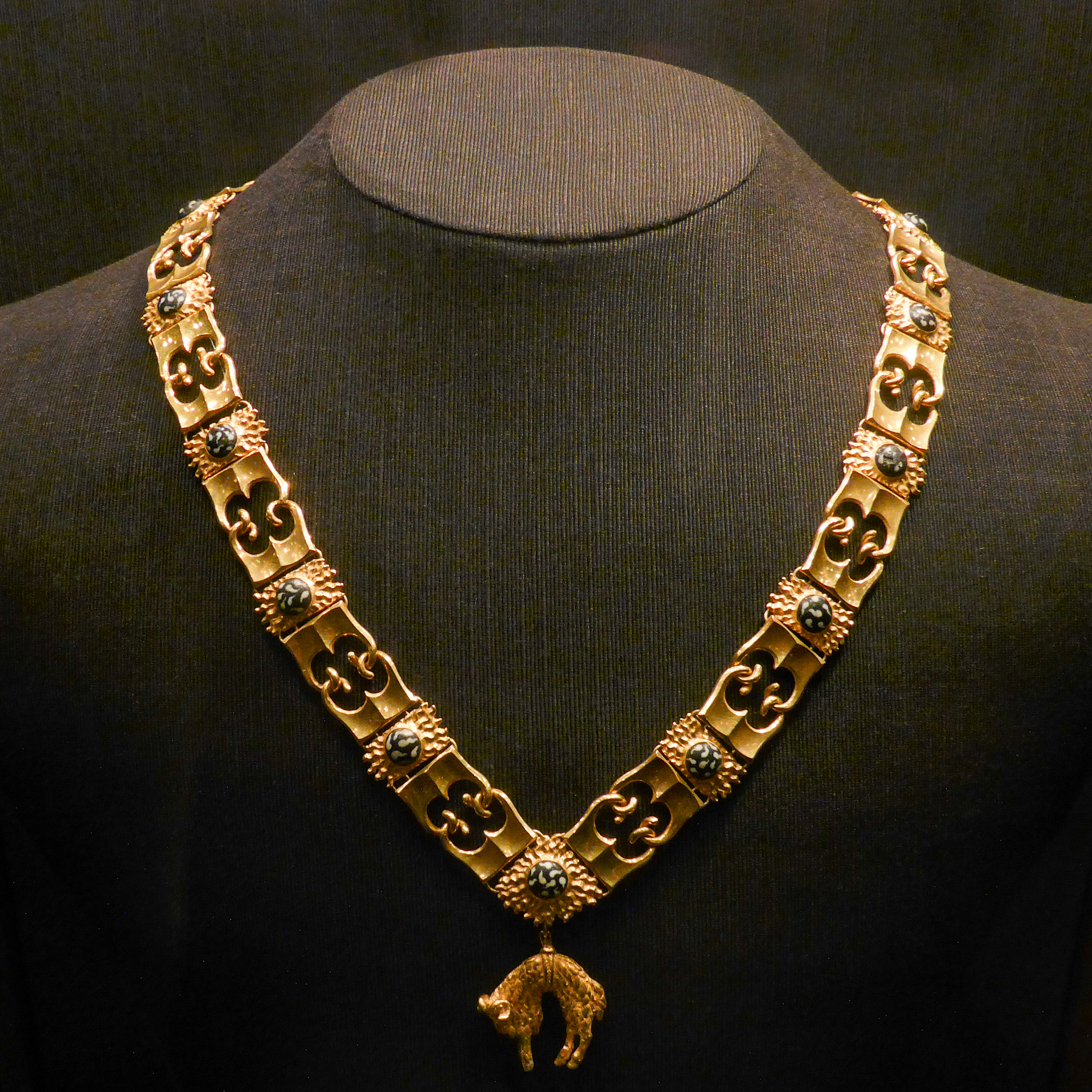
Collar de l'Orde del Toisó d'Or
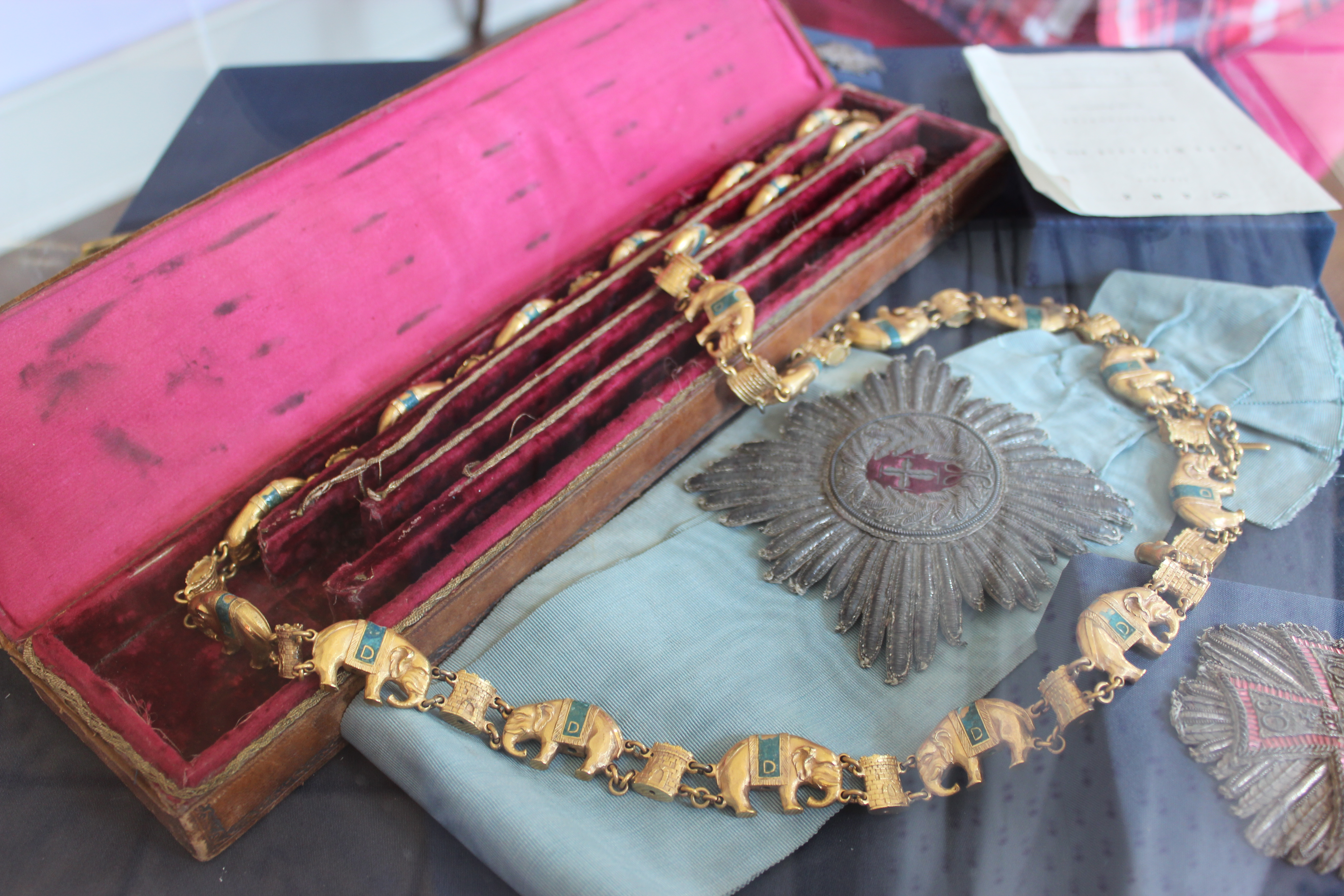
Collar de l'Orde de l'Elefant
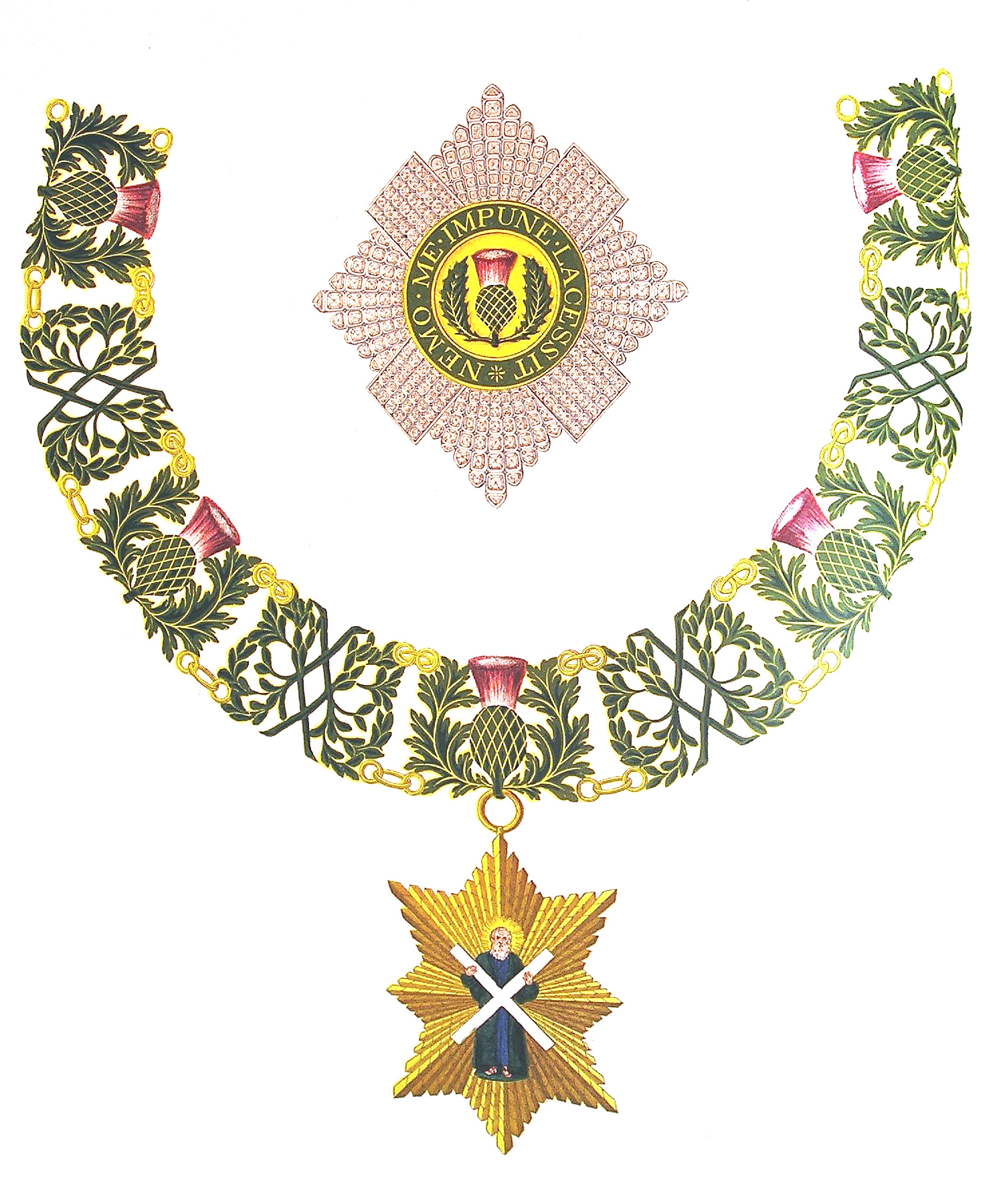
Collar de l'Orde del Card
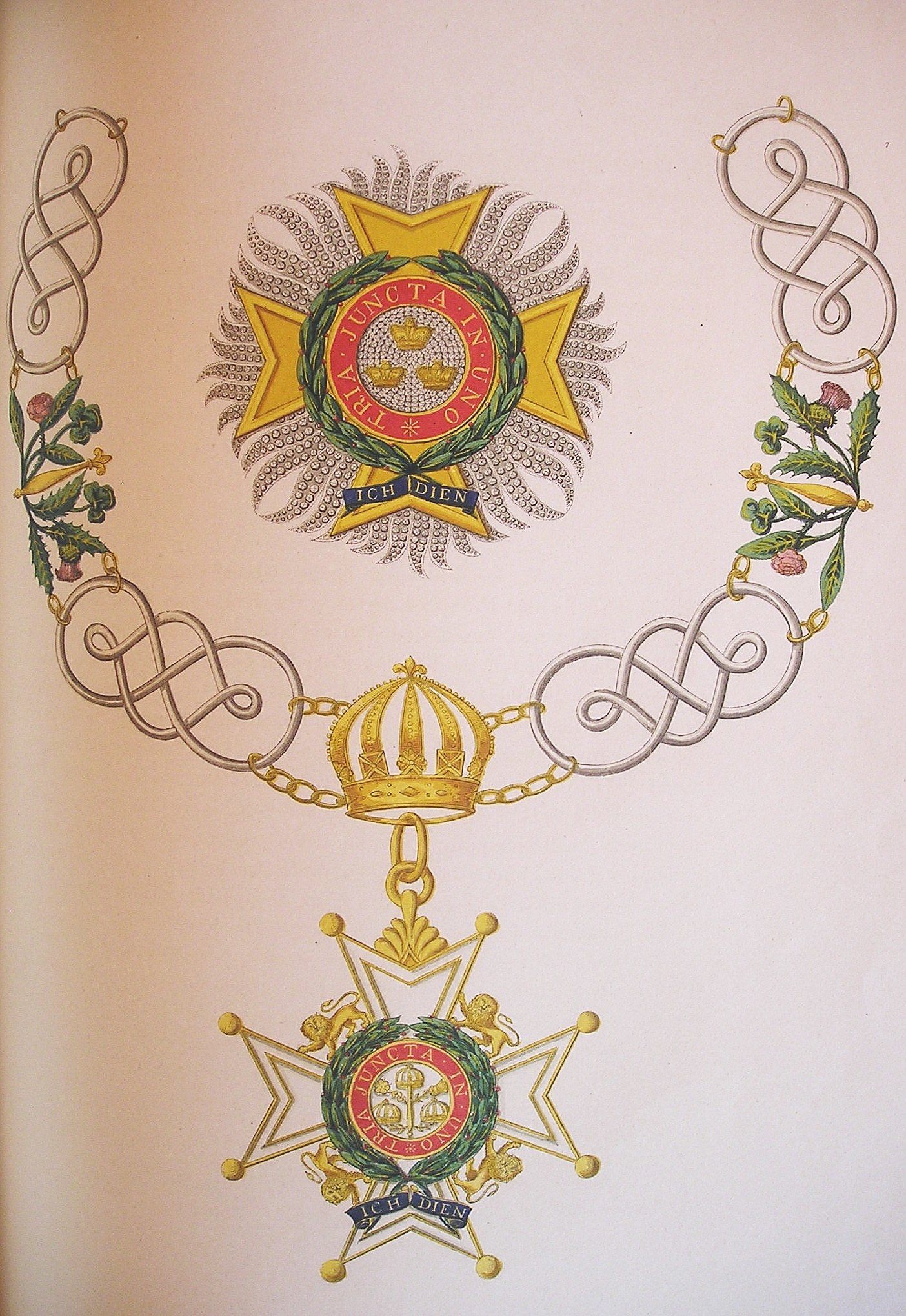
Collar de l'Orde del Bany

### Orde de Saint-Michel
1469. França.

### Orde de l'Elefant
1480? Dinamarca.

### Orde del Card
1687.

### Orde del Bany
1725.

### Orde de l'Espasa (Suècia)
1748.

### Orde de Carles III
1771.

Collar de la Orden de Carlos III
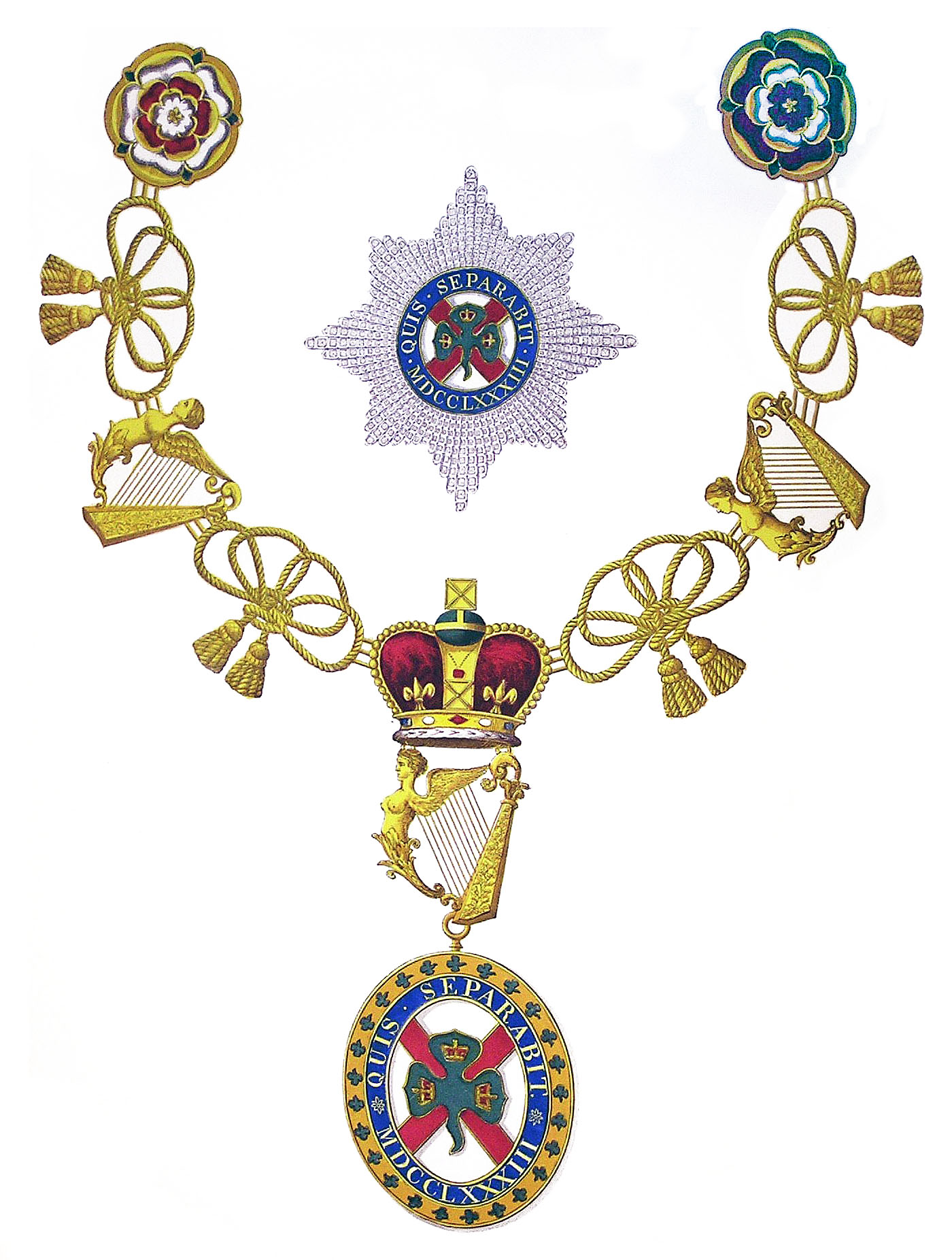
Insígnia i collar de Cavaller de l'Orde de Sant Patrici
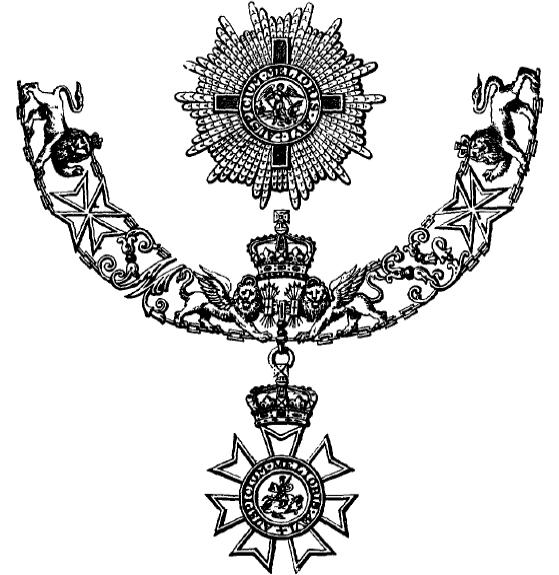
Collar de l'Orde de Sant Miquel i Sant Jordi.
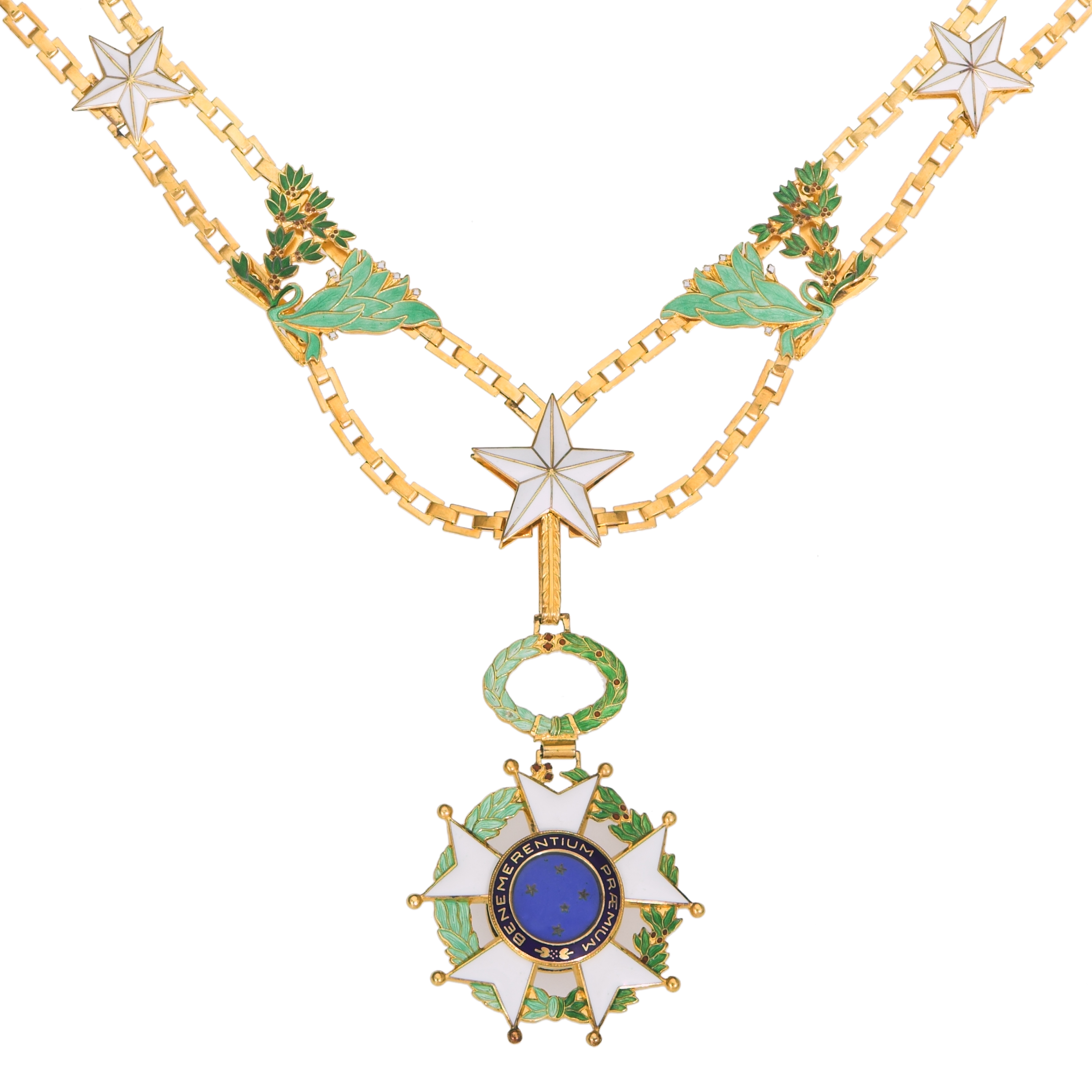
Collar de l'Orde Nacional de la Creu del Sud

### Orde de Sant Patrici
1783.

### Orde de Sant Miquel i Sant Jordi
1818

### Orde de la Creu del Sud
1822. Brasil.

### Orde de l'Estrella de l'Índia

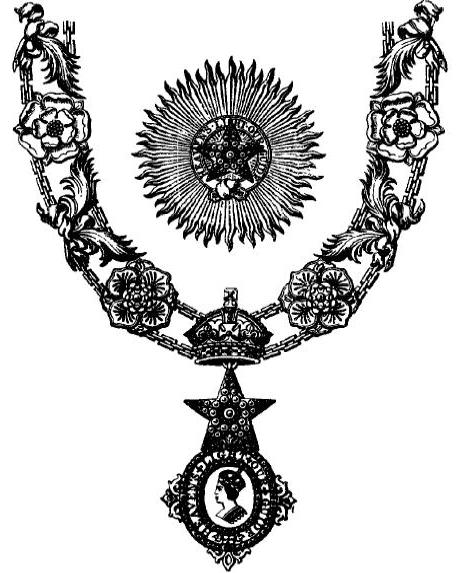
Insígnia i collar de Cavaller de l'Orde de l'Estrella de l'Índia

1861

## Documents
- 1381. Pere III. Concessió de l'Empresa de Sant Jordi a tres cavallers: Lluís Frederic d'Aragó, Jofre Çarovira i Joan d'Aragó.[23]
- 1403. Ferran I d'Aragó crea l'Orde del Griu.[24][25]
- 1447. Alfons el Magnànim i Felip III de Borgonya acceptaren les divises i empreses de l'Orde del Toisó d'Or i de l'Orde de l'Estola i la Gerra, respectivament concedides per un i altre. Amb l'excepció d'algunes clàusules oficialment demanades i atorgades.[26][27]